# Nuraghe San Pietro
Der gut erhaltene Unterteil der ausgegrabenen Nuraghe San Pietro steht nordwestlich von Torpè im Schwemmland des Rio Posada, nordöstlich von Nuoro in der Provinz Nuoro auf Sardinien. Die Nuraghe besteht aus dem etwa 3,5 m hohen unteren Teil des zentralen Hauptturms (italienisch Mastio) aus grob behauenen lokalen roten Trachytblöcken und den Resten von vier Seitentholoi. Nuraghen sind prähistorische und frühgeschichtliche Turmbauten der Bonnanaro-Kultur (2200–1600 v. Chr.) und der mit ihr untrennbar verbundenen, nachfolgenden Nuraghenkultur (etwa 1600–400 v. Chr.) auf Sardinien.

## Beschreibung
Der zentrale Turm hat einen Innendurchmesser von 4,1 m, Die Kammer hat drei kreuzförmig angeordnete Seitennischen, die in Spitzbögen enden. Die drei Nischen haben mit einer Breite von 0,8 m, einer Tiefe von 1,5 m und einer Höhe von 2,1 m die gleiche Größe. Die Kammer hat im Süd-Südosten den Zugang, der in 1,75 m Höhe von einem Sturz bedeckt wird. Auf seiner rechten Seite befindet sich die große 1,2 m breite und 2,2 m tiefe Wächterzelle. Auf der linken mündet der Rest der 1,2 m breiten Treppe, die nach oben führte.
Südlich des zentralen Turms liegt ein ummauerter Hof, der durch die Verwendung von Schiefer und Trachyt verschiedene Phasen des Baus anzeigt. Der nahezu rechteckige Hof hat eine Breite von etwa 3,3 m bei einer Länge von 5,0 m. In der Mitte liegt der Brunnen, der eine Mundöffnung von 60 cm Durchmesser hat. Sie erweitert sich zu einem Trichter, der die Tiefe von 5,8 m erreicht. Im Osten und Westen des Hofes befinden sich die Zugänge zu den vier Außentürmen. Der Hof ist auch der einzige Zugang zum zentralen Turm. Zum Hof führt an der Südwestseite ein 0,8 m breiter, 2,8 m langer Gang. Er endet auf einer Höhe von etwa 1,0 m mit einem Architrav, der den Besucher zwingt, sich zu bücken. Im Innenhof befindet sich neben der Mündung des Zugangs ein konischer Schlitz (jetzt kollabiert) mit einer Öffnung von etwa 0,25 m.

Nuraghe San Pietro
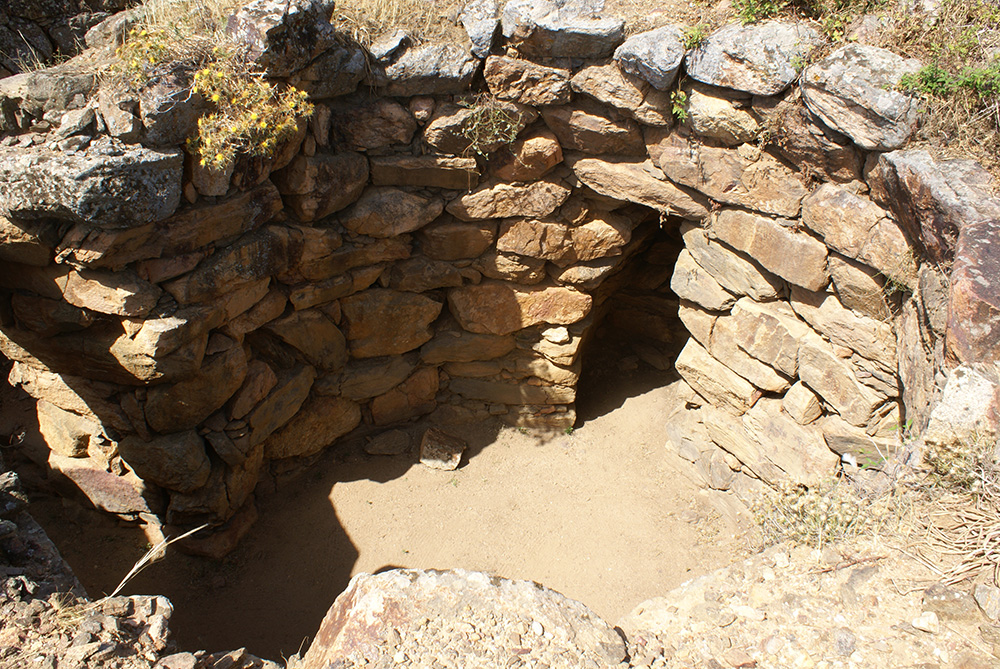
Zentrale Kammer mit Nische
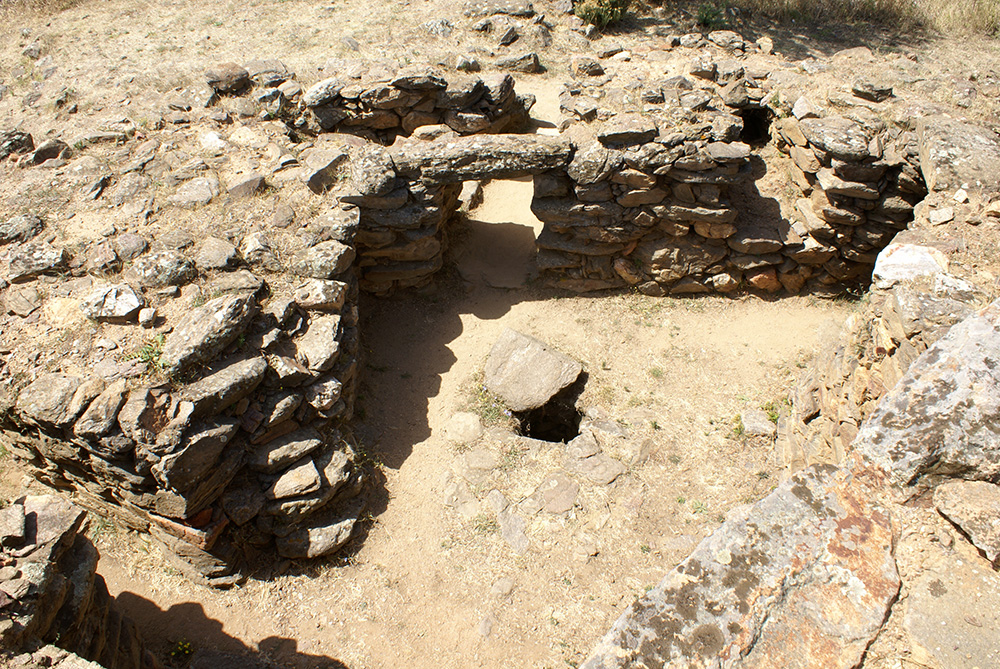
Hof mit Brunnen
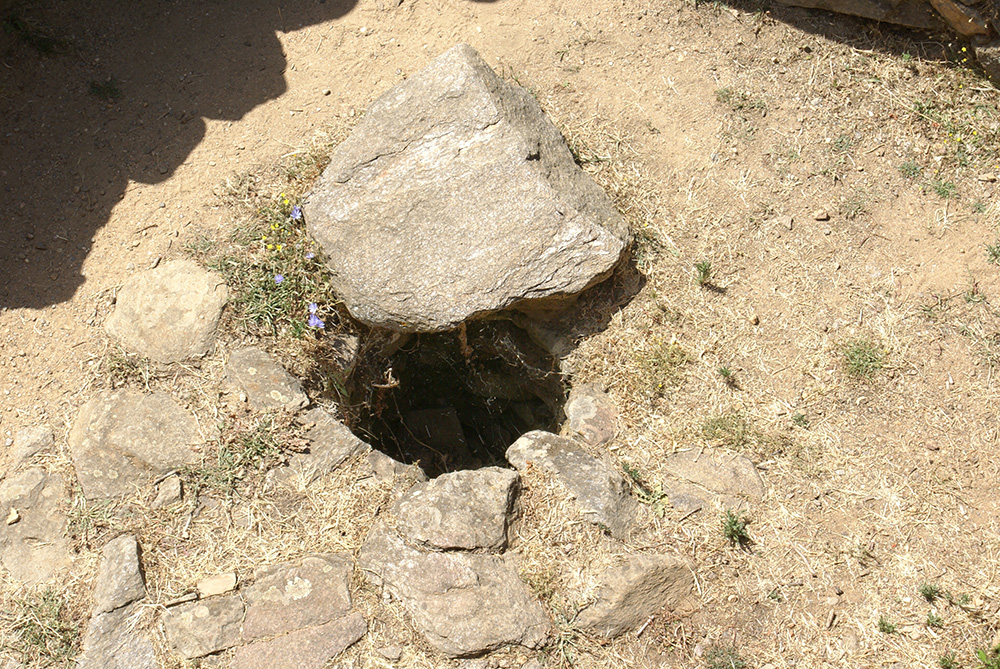
Brunnen
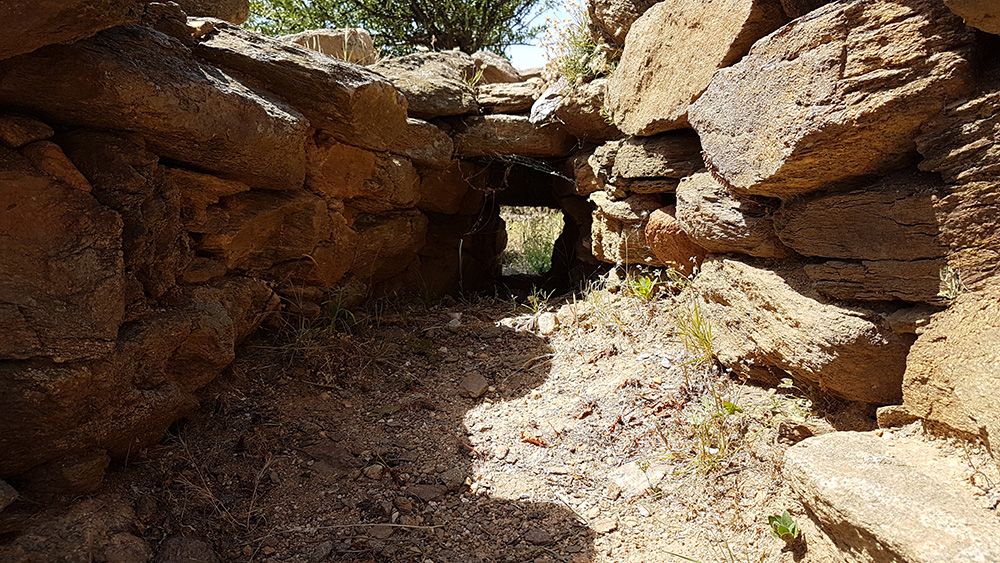
Schlitzöffnung
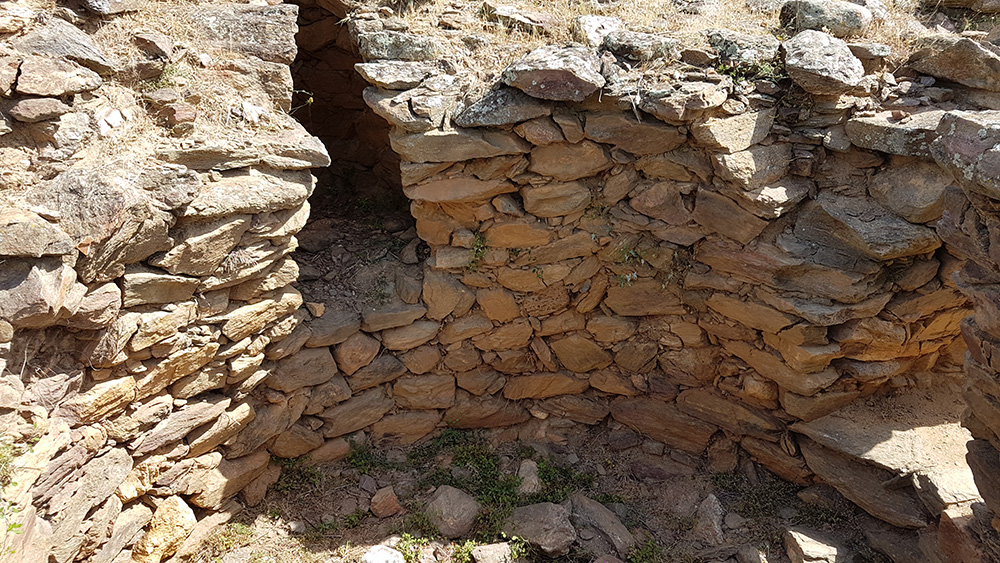
Süd-West-Turm mit Nische

Westlich befindet sich der Südwest-Turm, aus kleinen und mittleren Schieferblöcken. Es stellt die Basis eines Mauerabschnitts dar, der Teil eines früheren Gebäudes gewesen sein kann, über das später der Turm gebaut wurde. Vom Hof führt ein etwa 1,6 m langer, 1,5 m hoher und 0,7 m breiter Gang, an der Eintrittsseite gekrönt von einem Sturz, in den Turm, dessen Boden sich etwa 0,5 m niedriger als der Zugang befindet. Die Resthöhe der Wand dieses Turms beträgt an seiner höchsten Stelle 2,4 m.
Im Südosten des Hofes führt ein etwa 2,0 m langer und 0,7 m breiter Gang zu einem weiteren Turm aus kleinen bis mittelgroßen Schieferbrocken. In diesem Turm mit einem Innendurchmesser von etwa 3,0 m gibt es zwei Nischen, die höher liegen als der Boden. Die Nische im Osten ist 0,8 m breit, aber nur 0,5 m tief. Dies scheint das Ergebnis der Schließung einer alten Maueröffnung nach außen zu sein, wie die Diskontinuität im Mauerwerk anzeigt. Die Nische im Norden ist 0,6 m breit und mit 1,5 m Tiefe ähnlich der in den anderen Türmen.
Im Nordosten des zentralen Turms liegt der dritte Turm, der einen inneren Durchmesser von 3,4 m und einen Zugang im Osten hat. In der Mitte der Kammer wurde eine Feuerstelle gefunden. Auf einem Teil seines Umfangs umgibt die Basis des Turms die 0,3 m hohe Mauer eines Bankaltars. Auch in diesem Turm scheint es die Schließung einer alten Maueröffnung nach außen gegeben zu haben, während sich die Wand in Richtung Süden zu einem 6,8 m langen Gang ohne Austrittsöffnung vergrößert, der wahrscheinlich als Lager verwendet wurde.
Der letzte der vier Türme liegt im Nordwesten und hat einen erhöhten Zugang im Osten. Dieser 0,7 m breite Zugang wird durch einen Sturz überdeckt, der die Öffnung auf eine Höhe von 1,15 m begrenzt. Dieser Turm ist mit 2,9 m Resthöhe der höchste unter den vier Außentürme. Seine Kammer hat 3,4 m Durchmesser, aber keine Nischen.
Die Nuraghe wurde wahrscheinlich in mehreren Phasen gebaut. Zu den bedeutendsten Funden gehört eine spätbronzezeitliche Tonfigur.